# Szekszárd
Szekszárd je mesto na Madžarskem, ki upravno spada v podregijo Szekszárdi Županije Tolna, katere upravno središče/sedež je.
Tu se nahaja Letališče Szekszárd.